# 3822 Сеговія
3822 Сеговія (3822 Segovia) — астероїд головного поясу, відкритий 21 лютого 1988 року.
Тіссеранів параметр щодо Юпітера — 3,603.
Названо на честь Андреса Торреса Сеговії (ісп. Andrés Torres Segovia, з 1981 р. з додаванням титулу маркіз де Салобренья, ісп. marqués de Salobreña; 1893-1987) — іспанського гітариста, популяризатора гітари в академічній музиці.